# Jens Chr. Schmidt
Jens Chr. Schmidt (1933 - 1997) var en dansk talepædagog, sangpædagog og sceneinstruktør, tilhørende  den danske talelærertradition, der blev grundlagt af Viggo Forchammer og videreudviklet af især Kristian Riis og Vagn Rehling. 
Som ansat ved Danmarks Radio og Statens Teaterskole og i sin egen praksis underviste han flere generationer af især skuespillere, sangere og journalister og spillede en betydelig rolle for elevernes hele faglige udvikling.
Med en baggrund i tale- og sangpædagogik, dramapædagogik og retorik, kombineret med egen kunstnerisk praksis som sanger og sceneinstruktør, udviklede han originale metoder til undervisning i tale og sang, men afslog at nedfælde sine erfaringer som en egentlig metode. En serie på tre udsendelser i Danmarks Radio er det tætteste man kommer en offentliggjort fremstilling af hans pædagogiske og faglige overvejelser.
På opfordring af Danmarks Radio stod han fra 1986 til 1989 i spidsen for Danmarks Radios Medieretoriske Uddannelse, og videregav der, sammen med andre specialister, sine erfaringer til en udvalgt gruppe af fem elever.
 Der er for få eller ingen kildehenvisninger i denne artikel, hvilket er et problem. Du kan hjælpe ved at angive troværdige kilder til de påstande, som fremføres i artiklen.